# Hardy Wistuba
Hardy Wistuba Stange (Puerto Montt, 1 de junio de 1925-Santiago, 22 de junio de 2010) fue un pintor chileno de ascendencia alemana, destacado en acuarela. 

## Biografía
Estudió en el Colegio Alemán de Puerto Montt, donde se acercó a la pintura, y luego en el Instituto Secundario de la Universidad de Chile en Santiago. En 1940 conoció al artista catalán Ignacio Baixas, quien lo introdujo a la técnica de la acuarela. En 1942 ingresó a estudiar a la Escuela de Bellas Artes de la Universidad de Chile, donde destacó en los cursos de pintura y ganó consecutivos premios en los salones de alumnos. Fue discípulo de Jorge Caballero, Laureano Guevara y Gustavo Carrasco. En 1958 fue becado para estudiar en Checoslovaquia.
En 1982 asumió como profesor de acuarela en la Corporación Cultural de Las Condes. En 2000 se realizó una exposición retrospectiva de su obra en dicha institución. También se desempeñó como profesor en el Departamento de Artes Plásticas de la Academia Superior de Ciencias Pedagógicas de Santiago.
La Liga Chileno-Alemana organiza en la actualidad el "Concurso de Acuarela Hardy Wistuba", el cual se inició en 2010 y se ha desarrollado con gran éxito durante más de una década, llegando a ser el más importante de los concursos de acuarela del país.

## Obras
Las obras de Hardy Wistuba en exhibiciones públicas son:
- Paisaje en Gris, Lo Abarca (1980), Museo Nacional de Bellas Artes
- Árboles Quemados, Sur de Chile (1982), Museo Nacional de Bellas Artes
- Compañía de Gas de Valparaíso, Museo de Arte Contemporáneo
- Sin título (1992), Asociación Chilena de Seguridad
- Paisaje (1994), Pinacoteca de la Universidad de Talca

## Reconocimientos
- Hijo Ilustre de Puerto Montt (1972)[1]
- Orden Vicente Pérez Rosales (2000), Liga Chileno-Alemana (DCB)[6]
- Concurso anual de Acuarela "Hardy Wistuba" de la Liga Chileno-Alemana (DCB)[7]
- La principal sala de exposiciones de la Casa del Arte Diego Rivera de Puerto Montt lleva su nombre.[8]